# Куфштайн (округ)
Бецирк Куфштайн — округ Австрійської федеральної землі Тіроль. 

## Адміністративний поділ
Округ поділено на 30 громад:
Міста
1. Куфштайн (17 550)
2. Раттенберг (405)
3. Вергль (12 723)

Ярмаркові містечка
1. Брикслегг (2809)
2. Кундль (3967)

Сільські громади
1. Альпбах (2600)
2. Ангат (946)
3. Ангерберг (1768)
4. Бад-Геринг (2568)
5. Бранденберг (1547)
6. Брайтенбах-ам-Інн (3321)
7. Еббс (5239)
8. Елльмау (2659)
9. Ерль (1452)
10. Кірхбіхль (5363)
11. Крамзах (4609)
12. Лангкампфен (3707)
13. Маріяштайн (323)
14. Мюнстер (3044)
15. Нідерндорф (2631)
16. Нідерндорферберг (673)
17. Радфельд (2292)
18. Райт-ім-Альпбахталь (2673)
19. Реттеншесс (469)
20. Шеффау-ам-Вільден-Кайзер (1323)
21. Швойх (2314)
22. Зелль (3556)
23. Тірзе (2855)
24. Вальхзе (1789)
25. Вільдшенау (4146)

## Демографія
Населення округу за роками за даними статистичного бюро Австрії

## Виноски
1. ↑  Statistik Austria. Архів оригіналу за 2 травня 2015. Процитовано 25 червня 2013.

| Австрія | Це незавершена стаття з географії Австрії. Ви можете допомогти проєкту, виправивши або дописавши її. |